# Edwulf z Nortumbrii
Edwulf z Nortumbrii, Eadwlf, Eadwulf, Etulb mac Ecuilb (żył na przełomie VII i VIII wieku) - władca anglosaskiego królestwa Nortumbrii w latach 705-706.
Nieznane jest pochodzenie Edwulfa, nie wiadomo również, czy pochodził z dynastii bernickiej, wywodzącej się od Idy. Być może był członkiem konkurencyjnej linii rodu królewskiego, ale jest równie prawdopodobne, że był synem króla Deiry Etelwolda. Dlatego też uważany jest za uzurpatora. 
Edwulf zasiadł na tronie w grudniu 705 roku, po śmierci króla Aldfritha. Aldfith miał wprawdzie syna i następcę, Osreda, ale w momencie śmierci ojca był on jeszcze za młody na objęcie rządów. Był jednak jedynym męskim potomkiem rodu królewskiego zdolnym wówczas do objęcia władzy, gdyż jego starsi krewni zginęli w bitwach lub waśniach wewnętrznych
Nieznane są okoliczności, w jakich władza przeszła w ręce Edwulfa, wydaje się jednak, że udało się to dzięki poparciu wpływowego ealdormana Bertfryta (Beorhtfrith). Kiedy jednak nowy król sprzeciwił się ostatniej woli Aldfitha i nie zgodził się na powrót biskupa Wilfryda z wygnania (zagroził mu wręcz śmiercią, jeśli wróci do Nortumbrii), Bertfryt zmienił front i na przełomie lutego i marca 706 roku oblegał Edwulfa w twierdzy Bamburgh i pokonał go, zdobywając tron dla młodocianego Osreda.
Nieznane są dalsze losy uzurpatora Edwulfa. Z analiz historyków wynika, że prawdopodobnie został wygnany do Dalriady lub Piktów. O jego śmierci wspomina celtycka kronika The Annals of Ulster, datując ją na rok 717. Wiadomo, że syn Edwulfa, Eanwine (Earnwine), został zabity na rozkaz króla Edberta w 740 roku. Z kolei jego późniejsi potomkowie Eardwulf i Eanred zasiadali na tronie Nortumbrii.